# 米克爾博物館

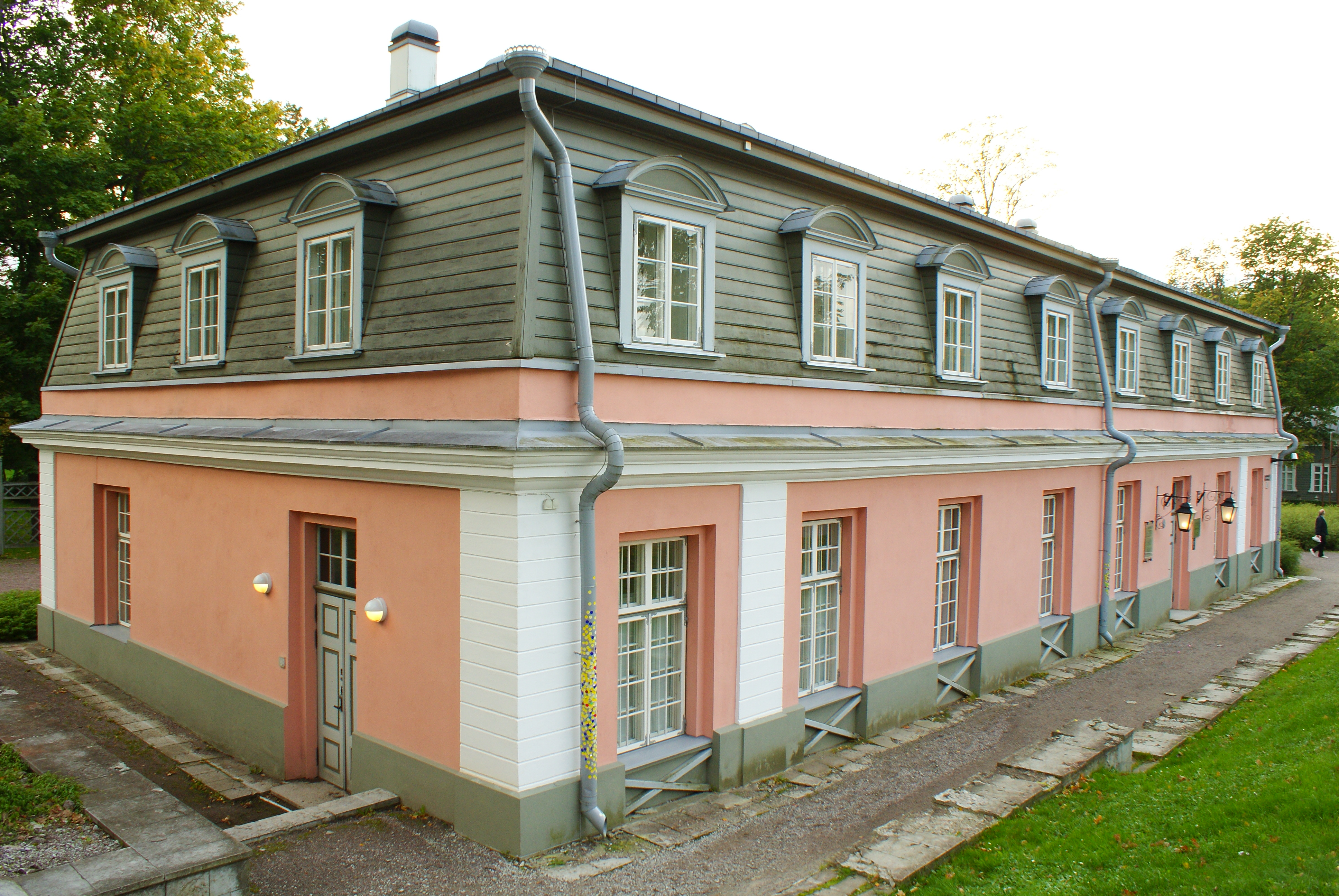
米克爾博物館，位于原卡德里奥宫的厨房建筑内

米克爾博物館是愛沙尼亞美術館的分館之一，位於愛沙尼亞首都塔林卡德里奥公園。該美術館主要展示西方美術和陶瓷展品，以及中國瓷器。美術館創建於1994年。

## 外部連結
- 博物馆官方网站 （中文）